# Mare de Déu de Bellero
La Mare de Déu de Bellero, o Beiero, fou una ermita romànica del poble de Son, en el terme municipal d'Alt Àneu, a la comarca del Pallars Sobirà.
Està en ruïnes d'ençà d'un ensorrament que patí entre 1958 i 1960, i fou acabada d'enderrocar l'abril del 1974 per fer-hi passar el Camí nou de les Planes.
Se'n conserven fotografies que mostren una església de tres naus cobertes amb bigues. L'estructura original devia ser d'una sola nau, però fou ampliada posteriorment amb dues naus laterals. Tenia dos o tres absis semicirculars a llevant (almenys es té notícies del principal i del col·lateral nord. L'absis central posseïa una decoració d'arcades llombardes amb lesenes independents de les arcades. La porta era a migdia. Coronava la façana occidental un petit campanar d'espadanya.